# Loxopagurus
Loxopagurus is een geslacht van kreeftachtigen uit de klasse van de Malacostraca (hogere kreeftachtigen).

## Soort
- Loxopagurus loxochelis (Moreira, 1901)